# 沈阳有轨电车6号线
沈阳有轨电车六号线是中国辽宁省沈阳市的城市轨道交通系统中一条曾运营的有轨电车线路，所有路段位于沈阳市浑南区，与既有线共线段于2012年开始建设，二期工程于2016年开始建设，并于2019年1月5日起载客运营。
2020年，因客流稀少及新型冠状病毒疫情等原因，本线路暂停运营，此后未再恢复运营。

## 建设时期规划
最初规划中，有轨电车6号线仅代指锦联产业园站——千锦汇酒店站区间及中途车站，该路段全程位于浑南区创新路东段，全长3.3千米，以3号线沈中大街拐弯前为起点，沿创新路路中向东敷设至沈本大街，与2号线连接，全线设站6座，平均站间距607米，定位为2号线和3号线之间的联络线，但在建成后没有载客运营，沿途车站不开放载客服务，只作为有轨电车司机驾照考试的考试路段使用，沿线电杆上设有“考试路段”等标志。。
后因“空铁联运”需要，该段线路被纳入有轨电车正式运营线网，在千锦汇酒店一端向南沿二号线路由到达桃仙机场站，在锦联产业园站则与2012年随一期工程开建的东北大学站——锦联产业园站路段相连，到达东北大学站之后向北转向，并驶入沈阳南站支线段，到达沈阳南站。但由于6号线的快线运营模式原因，该线路除了两端终点站和中途的东北大学站外，其余区段均为通过不载客，锦联产业园 - 千锦汇酒店段也依然作为有轨电车驾照考试路段和训练路段使用。

## 线路走向
本线路起点沈阳南站设置于国铁沈阳南站东广场东侧，列车由沈阳南站始发后向东沿有轨电车南站支线专用轨道行驶至沈营大街，并向南驶入沈营大街。列车在驶至沈营大街创新路交汇口后向东转向，停靠东北大学站后继续沿创新路一路向东，先与有轨电车3/4号线共线运行至创新路沈中大街路口（但不在任何站点停靠），再驶入创新路有轨电车考试路段，随后列车将在创新路沈本大街路口改为向东南方向转向，并沿沈本大街下穿四环路后在宁路村附近驶入机场路辅路，最终驶入桃仙机场T3航站楼前的单线双向区段，以桃仙机场站为终点。
列车在两个端点车站均进行站前折返，其中在桃仙机场站为单线运作，其余路段均为双线路段。

## 车站
| 沈阳南站 | █ 4号线 | 沈阳市浑南区 | 2019年1月5日 | 岛式站台     | 左侧（往桃仙机场方向） 右侧（终到） |
| 东北大学 | 不适用  | 沈阳市浑南区 | 2019年6月1日 | 单侧式站台   | 左侧                                |
| 国际医院 | 不适用  | 沈阳市浑南区 | 预留         | 单侧式站台   | 左侧                                |
| 东软医疗园 | 不适用  | 沈阳市浑南区 | 预留         | 单侧式站台   | 左侧                                |
| 中央公园 | 不适用  | 沈阳市浑南区 | 预留         | 单侧式站台   | 左侧                                |
| 大学科技城 | 不适用  | 沈阳市浑南区 | 预留         | 单侧式站台   | 左侧                                |
| 锦联产业园 | 不适用  | 沈阳市浑南区 | 预留         | 单侧式站台   | 左侧                                |
| 美术学院 | 不适用  | 沈阳市浑南区 | 预留         | 单侧式站台   | 左侧                                |
| 网球中心 | 不适用  | 沈阳市浑南区 | 预留         | 单侧式站台   | 左侧                                |
| 莫子山体育公园 | 不适用  | 沈阳市浑南区 | 预留         | 单侧式站台   | 左侧                                |
| 航天西路 | 不适用  | 沈阳市浑南区 | 预留         | 单侧式站台   | 左侧                                |
| 千锦汇酒店 | 不适用  | 沈阳市浑南区 | 预留         | 单侧式站台   | 左侧                                |
| 美地庄园 | 不适用  | 沈阳市浑南区 | 预留         | 单侧式站台   | 左侧                                |
| 宁路村 | 不适用  | 沈阳市浑南区 | 预留         | 单侧式站台   | 左侧                                |
| 桃仙 | 不适用  | 沈阳市浑南区 | 预留         | 侧式站台     | 右侧                                |
| 机场宾馆 | 不适用  | 沈阳市浑南区 | 预留         | 侧式站台     | 右侧                                |
| 桃仙机场 | 不适用  | 沈阳市浑南区 | 2019年1月5日 | 西班牙式站台 | 右侧（始发及终到）                  |
| 注释 |         |              |              |              |                                     |
| 1 斜体标示的车站，尚未启用。 2 国际医院至大学科技城站区间为本线和3/4号线共线段，千锦汇酒店至桃仙机场站区间为本线和2号线共线段，但本线与以上线路皆不能在这两个区间换乘。 |         |              |              |              |                                     |

## 停运前运营模式
该线路在停运前采取快线运营模式，以保证“空铁联运”的效率。2019年1月5日至5月31日期间，本线采取直通车模式，列车只停靠沈阳南站站及桃仙机场站两个端点车站，中途车站均通过不停车；后为方便途经沈阳南站的旅客换乘其它线路进入市区，以及东北大学浑南校区学生前往沈阳南站及桃仙机场，本线路于2019年6月1日起在东北大学站增加停靠。
最初本线车隔为60分钟一班，但因沈阳南站使用率偏低和接驳交通不完善，本线路乘客量稀少，后改为定班运作。根据2019年12月16日起使用的时刻表显示，本线路每日只发出4个往返班次。
| 有轨电车6号线发车时间 | 有轨电车6号线发车时间 |
| 桃仙机场开            | 沈阳南站开            |
| --------------------- | --------------------- |
| 09:58                 | 09:15                 |
| 11:51                 | 11:10                 |
| 13:58                 | 13:15                 |
| 15:51                 | 15:10                 |

## 停运前车辆
本线路和整个浑南有轨电车线网一样，采用接触网供电，车辆均由中国北车长春轨道客车股份有限公司制造，每日派车不定，但只会派出70%低地板3卡编组列车（编号001-020/031-060）参与日常运营。

## 车辆段
本线路由浑南新城车辆段派出车辆，经由1号线路段驶至沈阳南站支线段或直接进入创新路段进行载客。

## 与其它线路的换乘
本线路在沈阳南站站可与有轨电车4号线换乘，在桃仙机场站可与有轨电车2号线换乘，在东北大学站与有轨电车1号线、3号线和4号线换乘，在千锦汇酒店站——机场宾馆站区间与有轨电车2号线共线运营并预留换乘条件，在国际医院站——锦联产业园站区间与有轨电车3号线及4号线共线运营并预留换乘条件。

## 停运前票价
本线路票价体系曾为一票制3元模式，换乘其它线路列车需要重新购票。乘客可使用现金、盛京通（仅限普通消费卡、关爱卡、夕阳红卡和爱心卡）和智慧电车APP扫码等三种方式乘车，但使用盛京通和APP时需要上下车各进行一次刷卡或扫码，否则将会记为不完整交易，可能会被收取线网最高票价4元。